# Alissa Kovalenko
Pour les articles homonymes, voir Kovalenko.
Alissa Kovalenko est une réalisatrice ukrainienne.

## Biographie
Alissa Kovalenko est née en 1987 à Zaporijia en Ukraine. Elle vit à Kiev. Son parcours de formation débute par le journalisme. Elle poursuit ensuite ses études jusqu'à son diplôme à l'université de théâtre et de cinéma Karpenko-Kary à Kiev et se spécialise dans le cinéma documentaire. Elle étudie également à l'école de cinéma Andrzej-Wajda à Varsovie, et reçoit l'enseignement d'un réalisateur de documentaire réputé : Marcel Łoziński. Les réalisations d'Alissa Kovalenko sont sélectionnées et primées en Ukraine et dans de nombreux festivals internationaux. En 2019, Alissa devient membre de l'Académie européenne du cinéma.

## Réalisations
Impliquée dans la révolution ukrainienne de 2014 puis la guerre du Donbass dans l'est de l'Ukraine, Alissa Kovalenko part tourner sur les barricades de la révolution de Maidan, et filme la bataille de l'aéroport de Donetsk.
Elle réalise alors son deuxième documentaire, Alisa in Warland, réalisé en 2015 avec Liubov Durakova. Ce documentaire est empreint du questionnement douloureux de la réalisatrice. Impliquée en tant que cinéaste, comme observatrice derrière la caméra, elle est enlevée et emprisonnée par les séparatistes, et devient participante aux évènements violents en cours. Ce documentaire, témoin également de sa relation avec son compagnon, est imprégné de l'expérience et du questionnement de la réalisatrice durant ce voyage éprouvant. Il est programmé dans plus de 60 festivals et reçoit de nombreuses distinctions.
Home Games, réalisé en 2018, dans la banlieue de Kiev est son troisième long-métrage documentaire, Fruit d'un tournage de trois ans, ce documentaire nous fait découvrir la réalité du football amateur féminin en Ukraine. Le film est nourri de la grande proximité que la réalisatrice a avec le personnage principal, Alina Shilovala, dont on partage la conviction, les doutes et la lutte quotidienne. Prise dans un enchainement d'évènements familiaux difficiles, l'héroïne du film va devoir faire des choix.
Ce film reçoit lui aussi de nombreux prix, notamment en tant que meilleur documentaire Ukrainien par Ukrainian Film Academy en 2019.

## Filmographie
- 2014, Video-poetry of Maidan
- 2014, Sister Zo
- 2015, Alisa in Warland
- 2018, Home Games
- 2023, We Will Not Fade Away

## Récompenses et nominations
- 2019 : Festival Traces de Vies - Clermont-Ferrand (France) - Mention spéciale[9]
- 2018 : Festival international du film documentaire de Jihlava (République tchèque) - Silver Eye award nominee[10]
- 2018 : Festival International du Film Listapad - Minsk (Biélorussie) - Grand Prix for the Best documentary[11]
- 2018 :Festival international du film d'Odessa - Kiev (Ukraine) - Best European Documentary[12]
- 2018 : IDFA - Festival international du film documentaire d'Amsterdam (Pays-Bas) - Best of Fests[13]